# 12170 Vanvollenhoven
12170 Vanvollenhoven este un asteroid din centura principală de asteroizi.

## Descriere
12170 Vanvollenhoven este un asteroid din centura principală de asteroizi. A fost descoperit pe 16 octombrie 1977 la Observatorul Palomar de Cornelis Johannes van Houten, Ingrid van Houten-Groeneveld și Tom Gehrels. Asteroidul prezintă o orbită caracterizată de o semiaxă mare de 3,06 ua, o excentricitate de 0,30 și o înclinație de 3,0° în raport cu ecliptica.